# Anatolij Koni
Anatolij Fëdorovič Koni (in russo Анатолий Фёдорович Кони?; tras. angl.: Anatoly Fedorovich Koni; San Pietroburgo, 9 febbraio 1844 – San Pietroburgo, 17 settembre 1927) è stato uno scrittore e giurista russo. Nel 1902 fu nominato per il Premio Nobel per la letteratura.

## Biografia
Koni era figlio del noto drammaturgo Fëdor Koni. Tra gli incarichi pubblici che ricoprì fu procuratore presso il tribunale distrettuale di Kharkov dal 1867, vicedirettore del Ministero della Giustizia dal 1875, giudice presidente del tribunale distrettuale di San Pietroburgo dal 1878 e membro del Consiglio di Stato dal 1907. Insegnò alla Scuola Imperiale di Giurisprudenza e all'Università di San Pietroburgo.
Koni guidò le indagini sull'incidente ferroviario di Borki del 1888 e presiedette il processo con giuria del 1878 contro la rivoluzionaria e tentata assassina Vera Zasulich. Come giurista, Koni ha contribuito in modo determinante alla liberalizzazione del diritto penale russo, in particolare attraverso la revisione del codice penale del 1903. Come membro di numerose commissioni di riforma, ha difeso l'indipendenza della magistratura e il processo con giuria. Grazie alla sua influenza, verso la fine del XIX° secolo furono ridotte le pene detentive e furono introdotti istituti speciali per i criminali minorenni. Pur sostenendo la richiesta dei liberali per un ordine costituzionale in Russia, declinò la nomina a ministro della Giustizia nel governo di Pyotr Stolypin nel 1906.
Koni fu membro del Consiglio di Stato dell'Impero russo dal 1907 al 1917. Dopo la Rivoluzione d'Ottobre che abolì il Consiglio di Stato, Koni fu destituito dalla sua posizione.
Dopo essersi riconciliato con il nuovo governo sovietico, Koni divenne professore all'Università di Pietrogrado dal 1918 al 1922. Tenne anche numerose conferenze pubbliche fino al suo pensionamento.
Come scrittore, Koni compose poesie, opere di critica letteraria e numerosi volumi di memorie. Tra le sue opere si ricordano "Sul sentiero della vita", "Discorsi di corte", "Padri e figli della riforma giudiziaria", la biografia "Fyodor Petrovich Gaaz", numerose memorie su colleghi e figure della cultura russa.